# Roussé (oblast)

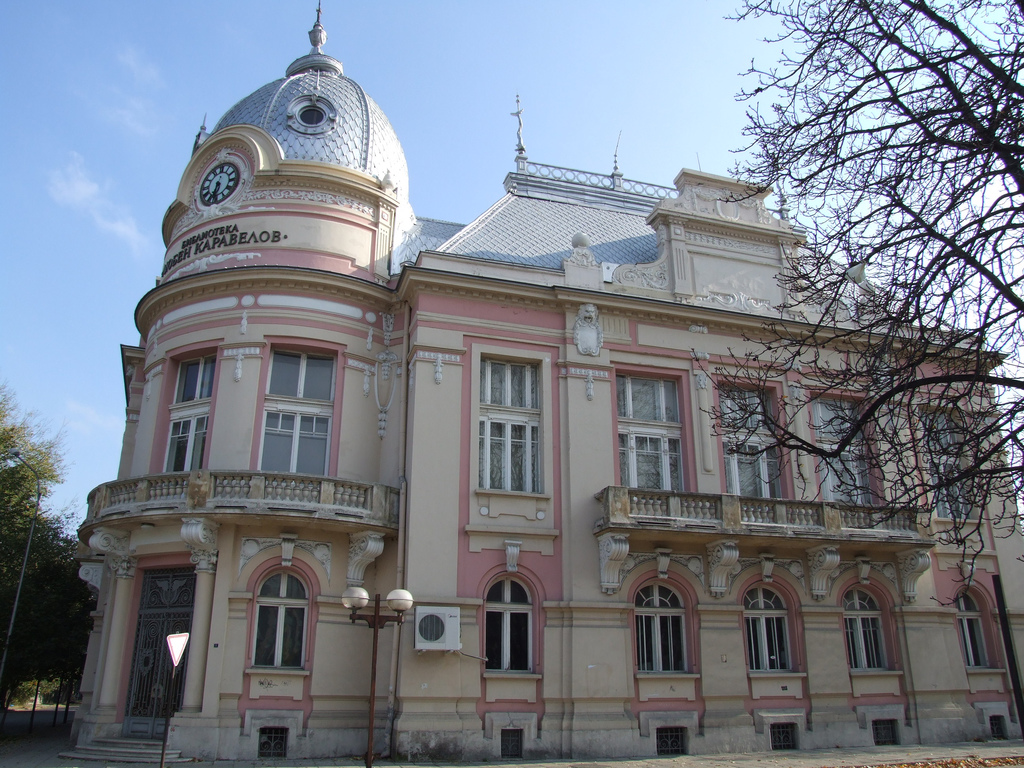
Le centre administratif de l'oblast, la ville de Roussé

Pour les articles homonymes, voir Roussé (homonymie).
L'oblast de Roussé (en bulgare: Русенска област) est l'un des 28 oblasti (« province », « région », « district ») de Bulgarie. Son chef-lieu est la ville de Roussé.
Situé au nord du pays, longeant le Danube, l'oblast est relié à la Roumanie par le Pont de l'amitié Roussé-Giurgiu qui reste, en 2006, le seul pont à traverser le Danube depuis la Bulgarie.

## Géographie
La superficie de l'oblast est de 2 803 km2.

## Démographie
Lors d'un recensement récent, la population s'élevait à 278 890 hab., soit une densité de population de 99,50 hab./km2.

## Administration

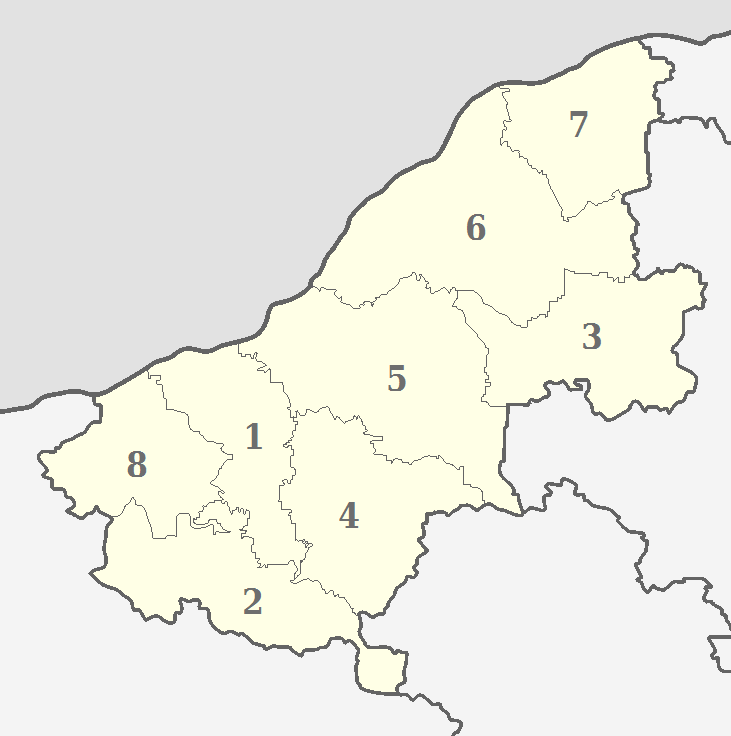
Carte des obchtini de l'oblast de Roussé

L'oblast est administré par un « gouverneur régional » (en bulgare Областен управител) ·dont le rôle est plus ou moins comparable à celui d'un préfet de département en France. La gouverneure actuelle est Mariya Trifonova Dimova (en bulgare : Мария Трифонова Димова).

## Subdivisions
L'oblast regroupe 8 municipalités (en bulgare, община – obchtina – au singulier, Общини – obchtini – au pluriel), au sein desquelles chaque ville et village conserve une personnalité propre :
- Borovo
- Byala
- Dvé Moguili
- Ivanovo
- Roussé
- Slivo Pol
- Tsénovo
- Vétovo